# 광저우 지하철 2호선
광저우 지하철 2호선(广州地铁2号线)은 중국 광둥성 광저우에 있는 남북 종단 지하철 노선으로 파란색 라인이다. 광저우 지하철 종합 공사가 운영한다. 이전 2010년 9월 25일까지 8호선이 싼위안리 역과 완성웨이 역(万胜围站)까지 노선을 공유하였지만, 그 이후 완전히 노선이 분리되었다.

## 역사
- 1998년 7월 28일 - 2호선 하이주 광장 역 공사를 시작했다.
- 2001년 2월 14일 - 지하철 공사장 붕괴로 사망 사고가 발생했다.
- 2002년 12월 29일 싼유안리 역 ~ 샤오강 역 구간 개통
- 2003년 7월 28일 샤오강 역 ~ 판저우 역(琶洲站) 구간 개통
- 2005년 12월 26일 판저우 ~ 완성웨이 구간 개통
- 2010년 9월 22일 영업 정지, 창강 ~ 완성웨이 구간 8호선 줄로 변환
- 2010년 9월 25일 자허왕간 역(嘉禾望岗站) ~ 광저우 남역 구간 개통

## 차량 정보
중국 남차 그룹의 《주저우 전동차》(株洲电力机车)와 장춘커차(长春客车)가 차량을 제공하였다. 장춘커차는 2002년부터 2006년까지 MOVIA 456형 객차를 공급하였고, 1호선과는 달리 모두 VVVF 교류 전력 방식을 채택하였다. 모두 6량 편성이며, 평균 속도는 80 km/h이다.

## 노선 정보
- 노선 거리 (영업 거리) : 31.4 km
- 궤간: 1435mm (표준궤)
- 역 수 : 24개
- 복선 구간: 전 노선
- 전철화 구간: 전 구간 (교류 VVVF)
- 차량 기지: 자허왕간 차량사업소(광저우 지하철 2호선 .3호선과같이사용),광저우 남 차량사업소
- 지상 구간 : 없음(차량기지만지상.서울지하철 5호선.6호선과동일)
- 주행 방향: 우측통행

## 역 목록
| 번호  | 역명                | 중국어       | 영어표기                           | 영업거리 | 환승                                                                    | 위치     |
| ----- | ------------------- | ------------ | ---------------------------------- | -------- | ----------------------------------------------------------------------- | -------- |
| 2호선 |                     |              |                                    |          |                                                                         |          |
| 224   | 자허왕강            | 嘉禾望岗     | Jiahewanggang                      |          | ■ 3호선 ■ 14호선                                                        | 바이윈구 |
| 223   | 황볜                | 黄边         | Huangbian                          |          |                                                                         | 바이윈구 |
| 222   | 장샤                | 江夏         | Jiangxia                           |          |                                                                         | 바이윈구 |
| 221   | 샤오강 역           | 萧岗         | Xiaogang                           |          |                                                                         | 바이윈구 |
| 220   | 바이윈 문화광장     | 白云文化广场 | Baiyun Cultural Square             |          | ■ 12호선                                                                | 바이윈구 |
| 219   | 바이윈 공원         | 白云公园     | Baiyun Park                        |          |                                                                         | 바이윈구 |
| 218   | 페이샹 공원         | 飞翔公园     | Feixiang Park                      |          |                                                                         | 바이윈구 |
| 217   | 싼위안리            | 三元里       | Sanyuanli                          |          |                                                                         | 바이윈구 |
| 216   | 광저우 철도역       | 广州火车站   | Guangzhou Railway Station          |          | ■ 5호선 ■ 11호선 (공사중) ■ 14호선 (공사중) ■ 22호선 (공사중) 광저우 역 | 웨슈구   |
| 215   | 웨슈 공원           | 越秀公园     | Yuexiu Park                        |          |                                                                         | 웨슈구   |
| 214   | 쑨원 기념관         | 纪念堂       | Sun Yat-sen Memorial Hall          |          | ■ 13호선 (공사중) ■ 24호선 (공사중)                                     | 웨슈구   |
| 213   | 공원 전             | 公园前       | Gongyuanqian                       |          | ■ 1호선                                                                 | 웨슈구   |
| 212   | 하이주 광장         | 海珠广场站   | Haizhu Square                      |          | ■ 6호선                                                                 | 웨슈구   |
| 211   | 제2 노동자 문화궁전 | 市二宫       | The Second Workers Cultural Palace |          |                                                                         | 하이주구 |
| 210   | 장난시              | 江南西       | Jiangnanxi                         |          |                                                                         | 하이주구 |
| 209   | 창강                | 昌岗         | Changgang                          |          | ■ 8호선                                                                 | 하이주구 |
| 208   | 장타이 로           | 江泰路       | Jiangtai Road                      |          | ■ 11호선                                                                | 하이주구 |
| 207   | 둥샤오난            | 东晓南       | Dongxiaonan                        |          | ■ 10호선                                                                | 하이주구 |
| 206   | 난저우              | 南洲         | Nanzhou                            |          | ■ 광포선                                                                | 하이주구 |
| 205   | 뤄시                | 洛溪         | Luoxi                              |          |                                                                         | 판위구   |
| 204   | 난푸                | 南浦         | Nanpu                              |          |                                                                         | 판위구   |
| 203   | 후이장              | 会江         | Huijiang                           |          |                                                                         | 판위구   |
| 202   | 스비                | 石壁         | Shibi                              |          | ■ 7호선                                                                 | 판위구   |
| 201   | 광저우 남역         | 广州南站     | Guangzhou South Railway Station    |          | ■ 7호선 ■ 22호선 ■ 포산 2호선 광저우 남역 판위 역                       | 판위구   |

## 같이 보기
- 광저우 지하철